# Rio Bufantău Creek
O Rio Bufantău Creek é um rio da Romênia afluente do Rio Mureş, localizado no distrito de Mureş.